# Seznam nemških plavalcev
Seznam nemških plavalcev.

## A
- Franziska van Almsick
- Hannelore Anke

## B
- Leonie Antonia Beck
- Paul Biedermann
- Antje Buschschulte

## D
- Uwe Daßler
- Markus Deibler
- Christian Diener

## E
- Anna Elendt
- Kornelia Ender

## F
- Hendrik Feldwehr
- Jessica Felsner

## G
- Ute Geweniger
- Jan-Philip Glania
- Isabel Marie Gose
- Lisa Graf
- Vanessa Grimberg
- Michael Gross

## H
- Ursula Happe
- Isabelle Härle
- Dagmar Hase
- Jacob Heidtmann
- Philip Heintz
- Jörg Hoffmann

## J
- Jacqueline Jacob
- Rainer Jacob
- Jilia Jung

## K
- Marco Koch
- Sarah Köhler
- Barbara Krause
- Jens Kruppa
- Alexander Kunert
- Marius Kusch

## L
- Christian vom Lehn
- Silke Lippok

## M
- Roland Matthes
- Lucas Matzerath
- Helge Meeuw
- Jenny Mensing
- Henning Mühlleitner

## N
- Kathleen Nord

## O
- Kristin Otto

## R
- Caroline Ruhnau
- Thomas Rupprath

## S
- Aliena Schmidtke
- Daniela Schreiber
- Fabian Schwingenschlögl
- Britta Steffen
- Hannah Stockbauer

## T
- Stev Theloke

## V
- Sandra Völker

## W
- Lutz Wanja
- Kevin Wedel
- Florian Wellbrock
- Alexandra Wenk
- Felix Wolf

## Z
- Poul Zellmann
- Steffen Zesner